# Oktawia
Oktawia – żeński odpowiednik łac. męskiego imienia Oktawiusz, pochodzącego od rzymskiego rodu Octavia (Oktawiusze). Patronem tego imienia jest m.in. św. Oktawiusz, wspominany razem ze świętymi Salwatorem i Adwentorem.
Oktawia imieniny obchodzi:
- 20 listopada, jako wspomnienie św. Oktawiusza[2]

Znane osoby noszące imię Oktawia:
- Oktawia Nowacka – polska pięcioboistka, medalistka olimpijska
- Oktawia Młodsza – siostra cesarza Oktawiana Augusta
- Oktawia – córka cesarza Klaudiusza i Messaliny, pierwsza żona Nerona
- Oktawia Żeromska - pierwsza żona Stefana Żeromskiego